# Гусейнов, Шуа Гусейн оглы
Гусеинов Шуа Гусеин оглы (азерб. Hüseynov Şüa Hüseyn oğlu; 27 февраля 1939, Кировабад — 11 ноября 2024) — советский и азербайджанский педагог, заслуженный деятель физической культуры и спорта Азербайджанской ССР (1989), Заслуженный учитель Азербайджана (2024), международный судья по тяжёлой атлетике.

## Биография
Шуа Гусейн оглы Гусеинов родился 27 февраля 1939 года в городе Кировабад (ныне Гянджа). После окончания средней школы № 15 в 1952 году поступил в Гянджинский строительный техникум, который окончил в 1956 году. В 1958 году поступил в Азербайджанский государственный институт физической культуры, окончив его в 1962 году. В том же году поступил на биологический факультет Азербайджанского государственного университета, который завершил в 1967 году.

### Педагогическая деятельность
С 1961 года начал работать в высших учебных заведениях. В 1967 году стал преподавателем, а в 1969 году — старшим преподавателем Азербайджанского государственного института физической культуры. В 1974 году защитил кандидатскую диссертацию, в 1980 году получил звание доцента, а в 1994 году — профессора. С 1978 по 2015 год возглавлял кафедру «Тяжёлая атлетика и бокс» в Азербайджанской государственной академии физической культуры и спорта. Он является автором более 50 научных работ, включая учебные и методические пособия, которые широко используются в подготовке спортивных специалистов в республике.

### Спортивная деятельность
С 1955 года занимался тяжёлой атлетикой. В 1974 году получил звание международного судьи по тяжёлой атлетике Европейской ассоциации тяжёлой атлетики (EABA), а в 1976 году — Международной ассоциации тяжёлой атлетики (IWF). В 1980 году судил XXII Олимпийские игры в Москве и был награждён специальным призом. Он судил множество международных, европейских и мировых чемпионатов, а также другие значимые турниры. В период с 1955 по 1957 год был чемпионом города Гянджа, а с 1958 по 1965 год — чемпионом Азербайджана. Установил более 20 республиканских рекордов и был награждён на различных соревнованиях в СССР.

## Награды и звания
В 1989 году за особые достижения в развитии спорта и подготовке педагогических кадров был удостоен звания «Заслуженный деятель физической культуры и спорта Азербайджанской Республики». В 2001 году указом Президента Азербайджанской Республики был награждён медалью «Прогресс». В 2024 году, в год 80-летия Азербайджанской государственной академии физической культуры и спорта, указом Президента Азербайджанской Республики был удостоен звания «Заслуженный учитель».
Скончался 11 ноября 2024 года в возрасте 85 лет.